# Donne sole
Donne sole è un film del 1956 diretto da Vittorio Sala. Reperibile nel web attraverso la piattaforma YouTube.

## Trama
Luisa, Mara, Nice e Franca sono giovani donne che lavorano come indossatrici e condividono lo stesso appartamento e lo stesso sogno, quello di raggiungere una posizione sociale prestigiosa nell'alta società. Le ragazze cercano di raggiungere l'obiettivo accompagnandosi a uomini facoltosi, ma resteranno tutte deluse, tranne Franca, la quale troverà l'amore in un modesto ma affettuoso impiegato.

## Contestualizzazione
Scenografia e costumi curati che riflettono la metà degli anni Cinquanta e una certa borghesia che sarà rappresentata in modo impietoso attraverso gli occhi di Federico Fellini nella Dolce vita, il cui titolo «sarà a significare un modo di vivere. Più ancora un'epoca», come ha scritto Ugoberto Alfassio Grimaldi. In certe scene, come quella delle due snob in Costa Azzurra, si trovano echi di mode giovanili dell'epoca già messe in ridicolo da Totò in episodi che rappresentavano ambienti simili, emergendo in questo la collaborazione di Sandro Continenza per quanto riguarda le sceneggiature, vedi La macchina fotografica in Tempi nostri.